# 月の舞妓はん
「月の舞妓はん」（つきのまいこはん）は、1965年7月20日に ビクターより発売された橋幸夫の71枚目のシングル（SV-279）。橋幸夫と倍賞千恵子主演での大阪・新歌舞伎座公演用に制作され、リリースされたもの（後述）。後に同名のミュージックブックも制作されている（MB302）。

## 概要
- 1963年2月にリリースした31枚目のシングル「舞妓はん」は、同名の映画ともども好評で、翌年に続編として「花の舞妓はん」が制作され、これも前作同様映画化された。これを受け、橋の舞台公演でも舞妓を取り上げることとなり、65年8月の新歌舞伎座（大阪）での『月の舞妓はん』公演が決定し、合わせて楽曲「月の舞妓はん」が公演開幕10日前にリリースされた。「舞妓はん」「花の舞妓はん」と合わせて、”舞妓はん三部作”となっている[2]。
- 舞台『月の舞妓はん』の脚本・演出は依田義賢で、脚本ができると佐伯孝夫が作詞し吉田正が作曲。前2作同様、橋の両恩師によって楽曲が制作された。なお依田は翌年の橋の歌舞伎座公演の『紅萌ゆる』の脚本も担当している。
- 歌詞は、物語に合わせ「京の舞妓に東京育ち　逢った初めが祇園会」で始まり、「京にゃ悲しい恋物語」を切々と唄いあげ、「祇園会」「無言詣り」「銀のビラビラ」「割れしのぶ」「河原の床座敷」「大文字」「嵐山」と京都や舞妓にゆかりの言葉がふんだんに使用されている
- 本楽曲が発表された1965年は、橋のシングルは3年連続で年15枚に達するが、佐伯、吉田の両恩師の楽曲は「月の舞妓はん」を含めて5曲にとどまり、橋とは初めて共演する作家の楽曲が10曲と多数を占めた特異な年となった[3]。
- c/wの「与四郎笠」も佐伯作詞、吉田作曲で、これも新歌舞伎座8月公演用の楽曲、舞台の脚本・演出は犬塚稔が担当している。

## 収録曲
1. 月の舞妓はん
作詞： 佐伯孝夫、作・編曲：吉田正
2. 与四郎笠
作詞： 佐伯孝夫、作・編曲：吉田正

## 収録アルバム
- 初期のLP盤のアルバムには収録されているが、近年のCD盤収録はない。
- CD-BOXでの収録は以下の通り
『橋幸夫大全集』（CD-BOX 6枚組） [1993年9月20日発売]DISC-5

## 新歌舞伎座（大阪）8月公演『月の舞妓はん』
- 場所　新歌舞伎座（大阪）
- 期間　1965年8月1日 - 29日（昼夜2回公演）
- 内容

1. 「月の舞妓はん」3幕8場（脚本・演出/依田義賢）90分
橋は、東京の中小企業（着物の更生染色の会社）の社員谷幸夫。社長のお供で京都に出張。祇園祭の宵宮、すれ違った舞妓（初菊＝倍賞千恵子）が銀の花かんざしを落としてしまう。その後、社長と祇園での席で舞妓に再会。しかし舞妓は花柳界の厳しいしきたりと義父のもとで苦境にたたされており、幸夫は彼女を救うためにある行動にでる[4]。
2. 「与四郎笠」3幕9場（脚本・演出/犬塚稔）90分
3. 「橋幸夫ヒットパレード・あの娘と僕」（監修/吉田正、構成・演出/山本紫朗）60分